# Gynoplistia fulviceps
Gynoplistia fulviceps är en tvåvingeart som beskrevs av Walker 1861. Gynoplistia fulviceps ingår i släktet Gynoplistia och familjen småharkrankar. Inga underarter finns listade i Catalogue of Life.